# Játanga (ciudad)
Játanga es un pueblo en el raión de Taimiria Dolgano-Nenets del krai de Krasnoyarsk, centro administrativo del asentamiento rural de Játanga. Situado en el río Játanga, uno de los asentamientos más septentrionales de Rusia, posee un puerto y un aeropuerto. Játanga significa en evenki «agua grande», «mucha agua».

## Historia
El interés por los territorios adyacentes a la cuenca del Játanga surgió a principios del siglo XVII. En esa época se fundó la prisión de Mangazeya en el río Taz, desde donde comenzó el avance de los exploradores rusos hacia el extremo norte. En 1605 se menciona por primera vez el río Játanga en los registros de los comerciantes ingleses. En 1610, tuvo lugar el primer gran viaje por mar de comerciantes e industriales a Taimiria.
Játanga fue fundada en 1626. Ese año se considera la fecha de anexión de la región de Játanga a Rusia. Se construyeron dos cabañas de invierno para el yasak, una en los tramos superiores de río Játanga y una segunda en un lugar denominado Nos o Kozlovo, ubicada en el sitio del actual pueblo de Játanga. El pueblo surgió en los años 1660 a 1670. La principal razón para elegir este lugar en particular fue una elevación, inaccesible a las inundaciones, desde la que se abre una buena vista del río. Estas penínsulas o cabos, muy empinados, a orillas de ríos y mares, fueron llamados por los exploradores «носами» [narices] o «носками» [calcetines].
En la segunda mitad del siglo XVII se estableció una cabaña estatal para el yasak. El tramo alto del río, en el que se encuentra el pueblo de Játanga, todavía es llamado Nasko por los dolganos.
Según información de 1859, el pueblo tenía cinco hogares, nueve residentes (cinco hombres, cuatro mujeres), y había una iglesia. En la Játanga del siglo XIX, las principales ocupaciones eran la pesca y la caza. En 1891, según la información del sacerdote K. Repyev, había 6 casas en Játanga, así como una iglesia y un almacén de cereales, en el que casi no había pan.
En 1918, la noticia de la revolución consumada llegó a Játanga. En consecuencia, Játanga y las aldeas cercanas se vieron amenazadas por la hambruna, ya que se interrumpió el suministro de cereales (los comerciantes de Dudinka dejaron de enviar pan a las panaderías). La primera autoridad soviética en Taimiria fue el consejo de la aldea de Turujansk, que decidió ayudar a los hambrientos. Nikífor Béguichev se hizo cargo de llevar a cabo esta decisión y, a pesar de la falta de permiso de las autoridades, permitió arbitrariamente a los habitantes de Játanga reclamar las existencias de pan de la tienda. En 1922, se fundó el puesto comercial de Játanga, que contribuyó al restablecimiento del comercio y la recepción de bienes de primera necesidad, pan, a cambio de pieles.
El 10 de febrero de 1927, se fundó el raión de Játanga. Con la ayuda de los etnógrafos, las autoridades regionales lograron realizar el primer congreso de los Consejos de Familia del Játanga. En este congreso, se formó un tuzrik: el comité ejecutivo del distrito indígena de Játanga. En 1928, el raión de Játanga fue anexado a la República Autónoma Socialista Soviética de Yakutia, aunque estaba económicamente conectada con el distrito de Turujansk y Taimiria, por lo que, dos años después, la región fue reasignada al distrito nacional de Taimiria. Según el censo de 1927, había 508 hogares en Játanga. En los mismos años comenzó la instauración de la medicina en Játanga (un equipo móvil de médicos encabezado por el Dr. Rivvo operaba en la aldea). En 1928, se abrió un pequeño hospital con dos camas en el pueblo. A partir del mismo año se inició la producción de pan. En 1929, gracias a los esfuerzos de A. A. Vasílyeva, una escuela comenzó a funcionar permanentemente en Játanga. En 1934, se estableció una estación meteorológica permanente en Játanga.
El asentamiento floreció en la segunda mitad del siglo XX, cuando muchos expertos predijeron un gran futuro para Játanga. Como escribió el historiador V. Troitsky: «Después de un tiempo, todas las aldeas satélites (trabajadores petroleros, el asentamiento del observatorio geofísico) se fusionarán en Bolshaya Játanga. A finales de los años setenta, el Instituto ‹Krasnoyarskgrazhdanproekt› desarrolló un Plan Maestro para el desarrollo y la construcción de la aldea de Játanga. Se describen las futuras calles y barrios, que se supone que se construirán con casas de piedra de cinco a siete pisos. En Játanga, para fines de siglo, se espera que la población aumente a 10-12 mil personas».
La región de Játanga, rica en recursos naturales, fue llamada por muchos la base de recursos del norte de Rusia. Según Troitsky, «la futura región industrial de Játanga, según los científicos, se convertirá en una de las principales en el desarrollo de los recursos del Norte. Las entrañas de la región de Játanga y el territorio adyacente contienen yacimientos de metales ferrosos y no ferrosos, similares al depósito de Norilsk, apatita, petróleo, gas, sal, carbón y mucho más. Se han estudiado los recursos energéticos de Kotuy, donde ya se ha seleccionado un objetivo para la futura central hidroeléctrica. Játanga se encuentra en el centro de estas riquezas, a su alrededor se iniciará la construcción de una zona industrial». Sin embargo, Troitsky escribe que tan pronto como se calculó el costo del transporte de petróleo desde Nordvik, se decidió que el petróleo de Siberia Occidental sería más barato.
Játanga se encuentra junto al cráter Popigái, donde se descubrió el depósito de diamantes de impacto más grande del mundo en 2012.

## Población
| Gráfica de evolución de Játanga entre 1859 y 2010 |
|                                                   |

## Clima
El clima es subártico. Extremadamente cambiante, en verano es posible tener temperaturas de hasta 33 °C, al mismo tiempo, es posible que haya heladas durante todo el año. El invierno es muy duro y largo; las heladas pueden alcanzar los -50 °C.  Debido al duro clima continental, la temperatura máxima absoluta es solo 1,5 grados más baja que la de Moscú y es prácticamente igual a la temperatura máxima absoluta en Moscú anterior a julio de 2010, a pesar de que el pueblo está ubicado casi en el paralelo 72, en el cinturón subártico. En julio la temperatura media es de unos 12,4 °C; en enero la temperatura media es de -31,5 °C. Los meses de invierno se caracterizan especialmente por fuertes fluctuaciones de temperatura. La capa de nieve densa y permanente en Játanga tiene un promedio de al menos 253 días al año, la capa de nieve más alta en Játanga es de 83 cm. El invierno más frío en Játanga fue el invierno de 1978-1979, cuando las temperaturas mensuales promedio de diciembre a febrero fueron las más bajas para los meses correspondientes en toda la historia de observaciones; ese invierno también vio la temperatura mínima absoluta para la temporada de diciembre a febrero. En el mismo 1979, el 1 de julio, se fijó un máximo absoluto de la historia de las observaciones en +36,7 °C. La temperatura máxima absoluta de junio se actualizó en 2020 (+33,1 °C), y la temperatura media de ese mes ha sido superior a la norma climática de los 16 años anteriores consecutivos.
- Temperatura media anual: -12,5 °C
- Velocidad media anual del viento: 4,3 m/s
- Humedad media anual del aire: 78%

| Parámetros climáticos promedio de Ciudad Játanga (1991-2020) | Parámetros climáticos promedio de Ciudad Játanga (1991-2020) | Parámetros climáticos promedio de Ciudad Játanga (1991-2020) | Parámetros climáticos promedio de Ciudad Játanga (1991-2020) | Parámetros climáticos promedio de Ciudad Játanga (1991-2020) | Parámetros climáticos promedio de Ciudad Játanga (1991-2020) | Parámetros climáticos promedio de Ciudad Játanga (1991-2020) | Parámetros climáticos promedio de Ciudad Játanga (1991-2020) | Parámetros climáticos promedio de Ciudad Játanga (1991-2020) | Parámetros climáticos promedio de Ciudad Játanga (1991-2020) | Parámetros climáticos promedio de Ciudad Játanga (1991-2020) | Parámetros climáticos promedio de Ciudad Játanga (1991-2020) | Parámetros climáticos promedio de Ciudad Játanga (1991-2020) | Parámetros climáticos promedio de Ciudad Játanga (1991-2020) |
| Mes                                                          | Ene.                                                         | Feb.                                                         | Mar.                                                         | Abr.                                                         | May.                                                         | Jun.                                                         | Jul.                                                         | Ago.                                                         | Sep.                                                         | Oct.                                                         | Nov.                                                         | Dic.                                                         | Anual                                                        |
| ------------------------------------------------------------ | ------------------------------------------------------------ | ------------------------------------------------------------ | ------------------------------------------------------------ | ------------------------------------------------------------ | ------------------------------------------------------------ | ------------------------------------------------------------ | ------------------------------------------------------------ | ------------------------------------------------------------ | ------------------------------------------------------------ | ------------------------------------------------------------ | ------------------------------------------------------------ | ------------------------------------------------------------ | ------------------------------------------------------------ |
| Temp. máx. abs. (°C)                                         | -1.6                                                         | -0.3                                                         | 3.8                                                          | 8.8                                                          | 25.4                                                         | 33.1                                                         | 36.7                                                         | 29.9                                                         | 24.2                                                         | 12.5                                                         | 2.3                                                          | -0.2                                                         | 36.7                                                         |
| Temp. máx. media (°C)                                        | -27.1                                                        | -27.4                                                        | -19.8                                                        | -9.9                                                         | -1.1                                                         | 11.6                                                         | 17.3                                                         | 14.1                                                         | 5.4                                                          | -7.8                                                         | -19.8                                                        | -25.4                                                        | -7.5                                                         |
| Temp. media (°C)                                             | -30.9                                                        | -31.3                                                        | -24.7                                                        | -15.5                                                        | -5.0                                                         | 7.2                                                          | 12.7                                                         | 9.8                                                          | 2.4                                                          | -10.9                                                        | -23.5                                                        | -29.3                                                        | -11.6                                                        |
| Temp. mín. media (°C)                                        | -34.7                                                        | -34.9                                                        | -29.1                                                        | -20.5                                                        | -8.7                                                         | 3.9                                                          | 9.0                                                          | 6.3                                                          | -0.2                                                         | -14.1                                                        | -27.2                                                        | -32.9                                                        | -15.3                                                        |
| Temp. mín. abs. (°C)                                         | -59.0                                                        | -55.9                                                        | -52.4                                                        | -42.9                                                        | -30.9                                                        | -14.3                                                        | -0.7                                                         | -3.2                                                         | -18.6                                                        | -39.9                                                        | -51.0                                                        | -58.7                                                        | -59.0                                                        |
| Precipitación total (mm)                                     | 17                                                           | 13                                                           | 13                                                           | 13                                                           | 16                                                           | 28                                                           | 43                                                           | 42                                                           | 32                                                           | 28                                                           | 22                                                           | 16                                                           | 283                                                          |
| Nevadas (cm)                                                 | 30                                                           | 35                                                           | 41                                                           | 44                                                           | 30                                                           | 1                                                            | 0                                                            | 0                                                            | 1                                                            | 11                                                           | 19                                                           | 24                                                           | 236                                                          |
| Días de lluvias (≥ 1 mm)                                     | 0.03                                                         | 0                                                            | 0.03                                                         | 1                                                            | 5                                                            | 15                                                           | 17                                                           | 19                                                           | 16                                                           | 3                                                            | 0.1                                                          | 0.1                                                          | 76.3                                                         |
| Días de nevadas (≥ 1 mm)                                     | 21                                                           | 22                                                           | 20                                                           | 20                                                           | 20                                                           | 9                                                            | 1                                                            | 1                                                            | 14                                                           | 26                                                           | 24                                                           | 22                                                           | 200                                                          |
| Horas de sol                                                 | 0                                                            | 23                                                           | 151                                                          | 267                                                          | 264                                                          | 262                                                          | 308                                                          | 195                                                          | 88                                                           | 43                                                           | 3                                                            | 0                                                            | 1604                                                         |
| Humedad relativa (%)                                         | 77                                                           | 78                                                           | 78                                                           | 78                                                           | 79                                                           | 73                                                           | 70                                                           | 78                                                           | 83                                                           | 84                                                           | 81                                                           | 77                                                           | 78                                                           |
| Fuente n.º 1: Погода и климат                                |                                                              |                                                              |                                                              |                                                              |                                                              |                                                              |                                                              |                                                              |                                                              |                                                              |                                                              |                                                              |                                                              |
| Fuente n.º 2: NOAA (sun only, 1961-1990)                     |                                                              |                                                              |                                                              |                                                              |                                                              |                                                              |                                                              |                                                              |                                                              |                                                              |                                                              |                                                              |                                                              |

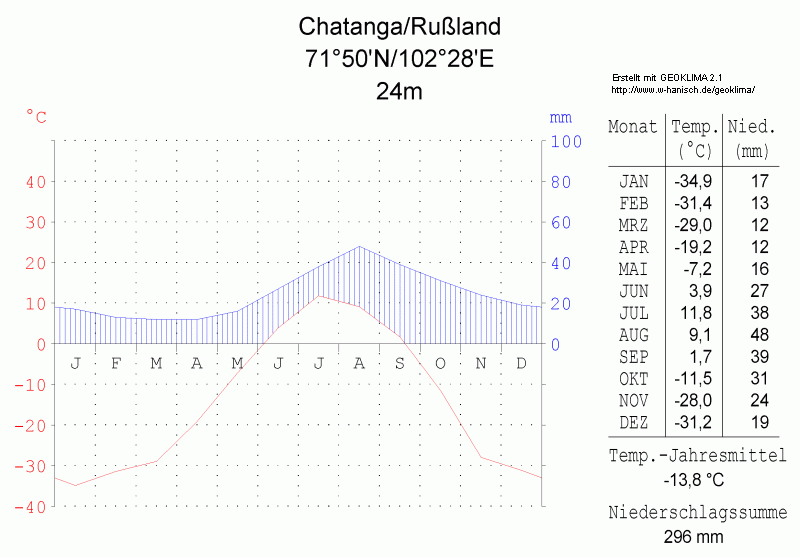
Tabla climática

La noche polar en la latitud de Játanga dura del 17 de noviembre al 25 de enero, el día polar, del 9 de mayo al 4 de agosto.

## Monumentos y lugares de interés

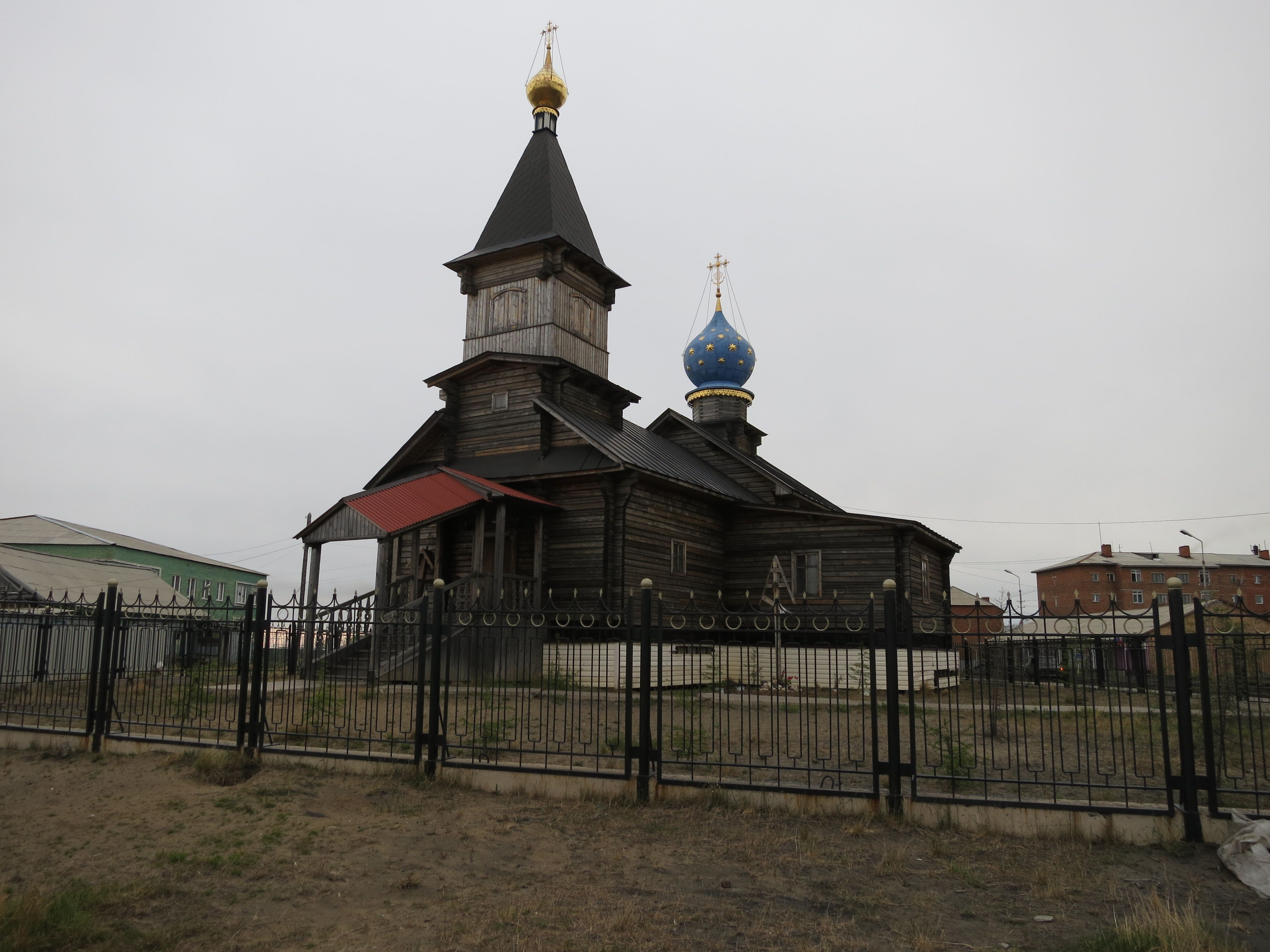
Iglesia ortodoxa en Játanga

La iglesia en Játanga se construyó entre finales del siglo XV y principios del XVI, incluso antes de la construcción de la cabaña de invierno para el yasak. La denominada Iglesia de la Epifanía estaba construida en madera (alerce de grano fino), que se reconstruyó a menudo debido a los incendios y las malas condiciones meteorológicas. En el sitio de la iglesia quemada, se construyó una nueva a principios del siglo XVIII. En 1905, se consagró la Iglesia del Salvador-Epifanía, en el 200 aniversario de su reconstrucción.
Durante el período soviético, el templo de Játanga fue saqueado y se utilizó como edificio residencial y peluquería. En 1971, la Iglesia de la Epifanía fue demolida. A principios de la década de 1990, comenzó la restauración del templo de Játanga, que se completó en 2001. El templo de Játanga es la iglesia ortodoxa más septentrional de Rusia.
La administración de la Reserva de la Biosfera del Estado de Taimiria, una de las más grandes de Rusia, se encuentra en Játanga. La reserva se estableció en 1979; consta de cuatro secciones con un área total de 2 719 688 hectáreas, que incluyen: el área principal de tundra, de 1 324 042 hectáreas; el área de Ary-Mas, de 15 611 hectáreas; el área de Lukunski, de 9 055 hectáreas; el campo de aclimatación experimental Bikada, para la protección de la población aclimatada de buey almizclero de 937 760 ha.; y el área ártica, de 433 220 ha., que incluye 37 018 ha. del mar de Láptev.

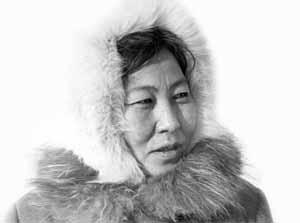
Ogdó Aksiónova, 1991.

En Játanga se encuentra el Museo de Naturaleza y Etnografía en la Reserva Taimiria, el museo de la poeta dolgana Ogdó Aksiónova (1936-1995) y dos museos exteriores: un «cementerio de barcos» y una mina subterránea de diamantes abandonada. De 1998 a 2003, el Museo Paleontológico de Mamut y Buey Almizclero lleva el nombre del profesor N. A. Vereschaguin, en la actualidad, debido a la falta de locales, su exposición se fusiona con el museo privado del Mamut en Játanga.